# Ottenhusen
Ottenhusen är en ort i kommunen Hohenrain i kantonen Luzern i Schweiz. Den ligger cirka 13 kilometer norr om Luzern. Orten har 374 invånare (2022).